# サード・MC8R
サード・MC8Rは、サードがル・マン24時間レースのGT1クラス参戦用に開発したレーシングカーである。ベースとなった車両はトヨタ・MR2 (SW20)。GT1クラス規定のホモロゲーションを満たすための「ロードカー」が一台製作されている。BPRグローバルGTシリーズ、FIA-GT選手権にもスポット参戦した。

## 概要
外観こそはSW20型MR2の面影を残すが、モノコックのキャビン部分のみを使用してロールケージにて補強。前後のオーバーハングはオリジナルのパイプフレームとなり、シャシー構成はシルエットフォーミュラに近い。サスペンションにはかつてのグループCカーのスペアが流用された。
エンジンはベース車のみならず数々のGTレースで使用されてきた 3S-GTE ではなく、KKK製ツインターボを装着したセルシオ用1UZ-FEエンジンを搭載している。これも開発にトヨタの協力を得られず、サードが独自に開発した。

## レースでの成績

### 1995年
ル・マン初参戦。カーナンバーは26。予選タイムは4分11秒03で31番グリッド。決勝はクラッチのトラブルでわずか14周でのリタイアとなった。吉川とみ子もドライブする予定であったが、基準タイムを超える事が出来ず予選落ちし、決勝はアラン・フェルテ、ケニー・アチソンの二人のみでのドライブとなった。
後の8月27日開催された BPR GT のシリーズ第九戦、鈴鹿ポッカインターナショナル1000km耐久レース (以下「鈴鹿1000km」)にスポット参戦。カーナンバーは3で、ルマン参加車両とは異なり青にペイントされていた。ドライバーはアラン・フェルテ、マウロ・マルティニ、ジェフ・クロスノフの3人。決勝では132周を走り総合26位、クラス10位の結果でレースを終えた。

### 1996年
外観、内部共に大きくモディファイして参戦。シャシーを改良し前年と比べ200 kg以上もの軽量化に成功。フロント・トレッドを拡大し、ギアボックスをヒューランド製の6速からマーチ製の5速に変更している。カーナンバーは46。予選は4分09秒353で38番グリッド。ドライバーはアラン・フェルテ、パスカル・ファブレ、マウロ・マルティニの3人で、決勝では256周を走り切り総合24位、クラス15位で完走を果たした。
後の8月25日に開催されたBPR GTのシリーズ第七戦、鈴鹿1000kmにスポット参戦。予選タイムは2分06秒014で11番グリッドからのスタート。カーナンバーは46、ドライバーはアラン・フェルテ、マウロ・マルティニ、長坂尚樹の三人。決勝は6周でリタイアとなっている。

### 1997年
スープラでのプロジェクトが終了した本年度も2台体制で参戦。前年と比べさらに全体的に大幅な改良を施して参戦するも、予備予選でオリビエ・グルイヤールがタイムアタック中に、マシンの不具合によりターボの過給圧が規定を上回る「オーバーシュート」が起きてしまっていたことが発覚。 34、35号車ともにベストタイムが抹消される裁定が下り、予備予選落ちという結果でルマンを終えた。ちなみにエンジン出力は前年より100馬力以上upしており、車重に至っては1,000 kgを下回っていた。
後の8月24日に開催されたFIA-GT選手権のシリーズ第七戦、鈴鹿1000kmに39号車と46号車の2台体制でスポット参戦。39号車がIDC 大塚家具サードから、46号車がチームメニコンサードからのエントリーとなった。39号車は2分04秒831で17番グリッド、46号車が2分06秒087でGT1クラス最下位の19番グリッドからのスタート。ドライバーは39号車が谷川達也・立川祐路・桧井保孝の3人、46号車が田中哲也・影山正美の2人。レース開始直後に39号車が16番グリッドスタートのロータス エリーゼGT1と接触してフューエルラインを損傷、そこから引火し炎上してしまいリタイア。46号車はレース中盤にオイルポンプのトラブルにより71周でリタイアする。ルマンでは予備予選落ち、FIA-GTは2台共にリタイアで終わり、結果を残せずにこの年限りで姿を消すこととなった。

## トリビア
- 近年SUPER GTなどに参戦しているトヨタのレーシングカーにはトヨタの関連企業（au・デンソー）などがスポンサーについているが、MC8RにはNTTドコモ・NGK・大塚家具などがスポンサードしていた。
- 1997年のFIA-GTが終了した後は、大塚家具の有明本社ショールームに車両展示された。だが、大塚家具がスポンサードした39号車は上記接触事故によりカウルが溶けてしまったため、46号車を大塚家具仕様に再塗装した車両が展示された。
- ホモロゲーション車両として製作された車両の内、1995年型ロードカーが日本国内で個人に売却されていることが確認されている。外装が大幅に変わった1997年型ロードカーも製作されたが、こちらは売却や保存されることなくスクラップとなった模様である。